# Mārtiņš Cipulis
Mārtiņš Cipulis (Cēsis, 29 novembre 1980) è un hockeista su ghiaccio lettone.

## Carriera
Nel corso della sua carriera ha indossato, tra le altre, le maglie di HK Liepājas Metalurgs (1998-2000), HK Riga 2000 (2000-2002, 2002-2006), HK Aquacity ŠKP Poprad (2006/07), Dinamo Riga (2008-2010, 2011/12, 2013-2015), Amur Chabarovsk (2010/11) e Lev Praga (2012/13).
Con la nazionale lettone ha preso parte a tre edizioni dei Giochi olimpici invernali (2006, 2010 e 2014) e a dieci edizioni dei campionati mondiali.